# Serdar Böke
Serdar Böke (17 settembre 1986) è un lottatore turco, specializzato nella lotta libera. Vincitore della medaglia d'oro ai Giochi del Mediterraneo di Mersin 2013 nel torneo dei -84 chilogrammi e del bronzo agli europei di Kaspijsk 2018 in quello dei -92 chilogrammi.

## Palmarès
- Europei
- Kaspijsk 2018: bronzo nei -92 kg.;

- Giochi del Mediterraneo

Mersin 2013: oro nei -84 kg.;
- Mondiali universitari

Torino 2010: bronzo nei -84 kg.;
Kuortane 2012: argento nei -84 kg.;